# Сорин Кърцу
Сорин Кърцу (на румънски: Sorin Cârţu) е румънски футболист и треньор, роден на 12 ноември 1955 в Корну, нападател. Понастоящем е треньор на ЧФР Клуж. Има основен принос за спечелването на шампионската титла от Университатя Крайова през 1991 година и Купата на Румъния.
Като състезател взема участие в двете титли на Университатя от 1980 и 1981 г., а в двата си сезона като треньор записва последователно пето и трето място.
Любопитното за него е признанието му, че преди революцията е скрил всичките си пари в един буркан и ги заровил в градината, а след като всичко отминало, дори давал пари от собствения си джоб за клуба.
След като прави „Университатя“ шампион, Кърцу поема другия градски отбор Електропутере, с който има 83 мача във Втора дивизия като играч, а от по нататъшната му кариера безспорният връх са няколкото му мача начело на ЧФР Клуж. В тях обаче той стана известен най-вече с буйните си изпълнения на пейката в мача с Базел.

## Футболна статистика като футболист
- Дивизия A: 283 мача – 107 гола
- Дивизия B: 82 мача – 27 гола
- Купа на Румъния: 1977, 1978, 1981, 1983

## Успехи
Като футболист
- Университатя Крайова
- Лига I (2): 1979 – 80, 1980 – 81
- Купа на Румъния (4): 1977, 1978, 1981, 1983

Като треньор
- Университатя Крайова

- Лига I: 1990 – 91
- Купа на Румъния: 1991